# ABN AMRO Open 2024
ABN AMRO Open 2024 byl tenisový turnaj hraný na mužském profesionálním okruhu ATP Tour v aréně Rotterdam Ahoy. Padesátý první ročník Rotterdam Open probíhal mezi 12. a 18. únorem 2024 v nizozemském Rotterdamu na krytých dvorcích s tvrdým povrchem Proflex.
Turnaj dotovaný 2 290 720 eury patřil do kategorie ATP Tour 500, jakožto její úvodní část v sezóně. Nejvýše nasazeným singlistou se stal čtvrtý tenista světa Jannik Sinner, který nastoupil do prvního turnaje od získání titulu na Australian Open. Jako poslední přímý účastník do hlavní soutěže zasáhl maďarský 67. hráč žebříčku Fábián Marozsán. V důsledku invaze Ruska na Ukrajinu na konci února 2022 řídící organizace tenisu ATP, WTA a ITF s grandslamy rozhodly, že ruští a běloruští tenisté mohli dále na okruzích startovat, ale do odvolání nikoli pod vlajkami Ruska a Běloruska.
Dvanáctý singlový titul na okruhu ATP Tour vybojoval 22letý Ital Jannik Sinner, jenž prodloužil neporazitelnost na 15 zápasů. Po skončení se stal nejvýše postaveným Italem v historii žebříčku ATP, když se posunul na 3. místo. Čtyřhru ovládl nizozemsko-chorvatský nasazený pár Wesley Koolhof a Nikola Mektić, jehož členové získali třetí společnou trofej. Koolhof  vylepšil finálové maximum z roku 2017 a Mektić navázal na triumf z ročníku 2021.

## Rozdělení bodů a finančních odměn

### Rozdělení bodů
| Soutěž  | Soutěž        | vítězové | finalisté | semifinalisté | čtvrtfinalisté | 16 v kole | 32 v kole | Q  | Q2 | Q1 |
| ------- | ------------- | -------- | --------- | ------------- | -------------- | --------- | --------- | -- | -- | -- |
| dvouhra | [ 2 ] [ 9 ]   | 500      | 330       | 200           | 100            | 50        | 0         | 25 | 13 | 0  |
| čtyřhra | [ 10 ] [ 11 ] | 500      | 300       | 180           | 90             | 0         | —         | 45 | 25 | 0  |

### Finanční odměny
| Soutěž                              | Soutěž        | vítězové  | finalisté | semifinalisté | čtvrtfinalisté | 16 v kole | 32 v kole | Q2      | Q1      |
| ----------------------------------- | ------------- | --------- | --------- | ------------- | -------------- | --------- | --------- | ------- | ------- |
| dvouhra                             | [ 2 ] [ 9 ]   | 399 215 € | 214 795 € | 114 490 €     | 58 495 €       | 31 225 €  | 16 655 €  | 8 535 € | 4 790 € |
| čtyřhra                             | [ 10 ] [ 11 ] | 131 140 € | 69 940 €  | 35 390 €      | 17 690 €       | 9 160 €   | —         | 0 €     | 0 €     |
| částka ve čtyřhře je uvedena na pár |               |           |           |               |                |           |           |         |         |

## Mužská dvouhra

### Nasazení
| Stát                         | Hráč            | ATP | Nasazení |
| ---------------------------- | --------------- | --- | -------- |
| Itálie                       | Jannik Sinner   | 4.  | 1.       |
|                              | Andrej Rubljov  | 5.  | 2.       |
| Dánsko                       | Holger Rune     | 7.  | 3.       |
| Polsko                       | Hubert Hurkacz  | 8.  | 4.       |
| Austrálie                    | Alex de Minaur  | 11. | 5.       |
| Bulharsko                    | Grigor Dimitrov | 13. | 6.       |
| Francie                      | Ugo Humbert     | 21. | 7.       |
| Kazachstán                   | Alexandr Bublik | 23. | 8.       |
| Žebříček ATP k 5. únoru 2024 |                 |     |          |

### Jiné formy účasti
Následující hráči obdrželi divokou kartu do hlavní soutěže:
- Jesper de Jong
- Gaël Monfils
- Dino Prižmić

Následující hráč nastoupil pod žebříčkovou ochranou:
- Milos Raonic

Následující hráči postoupili z kvalifikace:
- Zizou Bergs
- Maxime Cressy
- David Goffin
- Denis Shapovalov

Následující hráč postoupil z kvalifikace jako šťastný poražený:
- Quentin Halys

### Odhlášení
před zahájením turnaj
- Daniil Medveděv[12] → nahradil jej  Botic van de Zandschulp

## Mužská čtyřhra

### Nasazení
| Stát                         | Hráč              | Stát    | Hráč                   | ATP | Nasazení |
| ---------------------------- | ----------------- | ------- | ---------------------- | --- | -------- |
| Chorvatsko                   | Ivan Dodig        | USA     | Austin Krajicek        | 7.  | 1.       |
| Německo                      | Kevin Krawietz    | Německo | Tim Pütz               | 31. | 2.       |
| USA                          | Nathaniel Lammons | USA     | Jackson Withrow        | 43. | 3.       |
| Francie                      | Nicolas Mahut     | Francie | Édouard Roger-Vasselin | 45. | 4.       |
| Žebříček ATP k 5. únoru 2024 |                   |         |                        |     |          |

### Jiné formy účasti
Následující páry obdržely divokou kartu do hlavní soutěže:
- Tallon Griekspoor /  Bart Stevens
- Robin Haase /  Botic van de Zandschulp

Následující pár postoupil z kvalifikace:
- Andreas Mies /  John-Patrick Smith

### Odhlášení
před zahájením turnaje
- Rohan Bopanna /  Matthew Ebden → nahradili je  Ariel Behar /  Adam Pavlásek
- Jamie Murray /  Michael Venus → nahradili je  Albano Olivetti /  Michael Venus

## Přehled finále

### Mužská dvouhra
- Jannik Sinner vs.  Alex de Minaur, 7–5, 6–4

### Mužská čtyřhra
- Wesley Koolhof /  Nikola Mektić vs.  Robin Haase /  Botic van de Zandschulp, 6–3, 7–5